# كريستي آهن
كريستي آهن (بالإنجليزية: Kristie Ahn)‏ مواليد 15 يونيو 1992، هي لاعبة كرة مضرب أمريكية وتحتل حالياً المرتبة رقم. 858 (يوليو 21, 2014) في تصنيف رابطة محترفات كرة المضرب. أعلى تصنيف لها في الفردي كان المركز الـ 304 في سنة 2009.

## روابط خارجية
- كريستي آهن على موقع رابطة محترفات التنس (الإنجليزية)
- كريستي آهن على موقع الاتحاد الدولي لكرة المضرب (الإنجليزية)
- كريستي آهن على موقع خلاصة التنس.كوم (الإنجليزية)
- كريستي آهن على موقع إي إس بي إن.كوم (الإنجليزية)